# Elecciones al Senado de Argentina de 1907
Las Elecciones al Senado de la Nación Argentina de 1907 fueron realizadas a lo largo del mencionado año por las Legislaturas de las respectivas provincias para renovar 10 de las 30 bancas del Senado de la Nación.

## Cargos a elegir
| Provincia           | Senado    | Senado    |
| Provincia           | Senadores | A renovar |
| ------------------- | --------- | --------- |
| Buenos Aires        | 2         | —         |
| Capital Federal     | 2         | —         |
| Catamarca           | 2         | 1         |
| Córdoba             | 2         | 1         |
| Corrientes          | 2         | 1         |
| Entre Ríos          | 2         | 2         |
| Jujuy               | 2         | —         |
| La Rioja            | 2         | 2         |
| Mendoza             | 2         | —         |
| Salta               | 2         | 2         |
| San Juan            | 2         | 1         |
| San Luis            | 2         | —         |
| Santa Fe            | 2         | —         |
| Santiago del Estero | 2         | —         |
| Tucumán             | 2         | —         |
| Total               | 30        | 10        |

## Resultados por provincia
| Provincia  | Senador electo          |
| ---------- | ----------------------- |
| Catamarca  | Antonio del Pino        |
| Córdoba    | José Vicente de Olmos   |
| Corrientes | Valentín Virasoro       |
| Entre Ríos | Salvador Maciá          |
| Entre Ríos | Enrique Carbó Ortiz     |
| La Rioja   | Leónidas Carreño        |
| La Rioja   | Joaquín Víctor González |
| Salta      | David Ovejero González  |
| Salta      | Luis Güemes             |
| San Juan   | Moisés A. Garramuño     |

1. ↑  Falleció el 11 de julio de 1909, lo reemplaza Vicente Peña el 29 de abril de 1910.
2. ↑  Renunció el 26 de febrero de 1914, lo reemplaza Emerio R. Tenreyro el 25 de abril de 1914.
3. ↑  Falleció el 22 de noviembre de 1911, lo reemplaza Adolfo E. Dávila el 22 de junio de 1912.